# Davide
Davide je  moško osebno ime.

## Izvor imena
Ime Davide je različica moškega osebnega imena David.

## Pogostost imena
Po podatkih Statističnega urada Republike Slovenije je bilo na dan 31. decembra 2007 v Sloveniji število moških oseb z imenom Davide: 12.

## Osebni praznik
Osebe z imenom Davide lahko godujejo takrat kot David.